# Bunchosia ekmanii
Bunchosia ekmanii är en tvåhjärtbladig växtart som beskrevs av Urb och Nied.. Bunchosia ekmanii ingår i släktet Bunchosia och familjen Malpighiaceae. Inga underarter finns listade i Catalogue of Life.